# Betzenberg (Birgland)
Betzenberg ist ein Gemeindeteil von Birgland im Landkreis Amberg-Sulzbach in der bayerischen Oberpfalz.

## Geografie
Das Dorf im Norden des Oberpfälzer Jura ist einer von 42 amtlich benannten Gemeindeteilen der Gemeinde Birgland im westlichen Teil der Oberpfalz. Das auf einer Höhe von 563 m ü. NHN gelegene Betzenberg ist etwa fünf Kilometer von dem nordnordöstlich liegenden Pfarrdorf Illschwang entfernt, in dem die Birglander Gemeindeverwaltung ihren Sitz hat.

## Geschichte

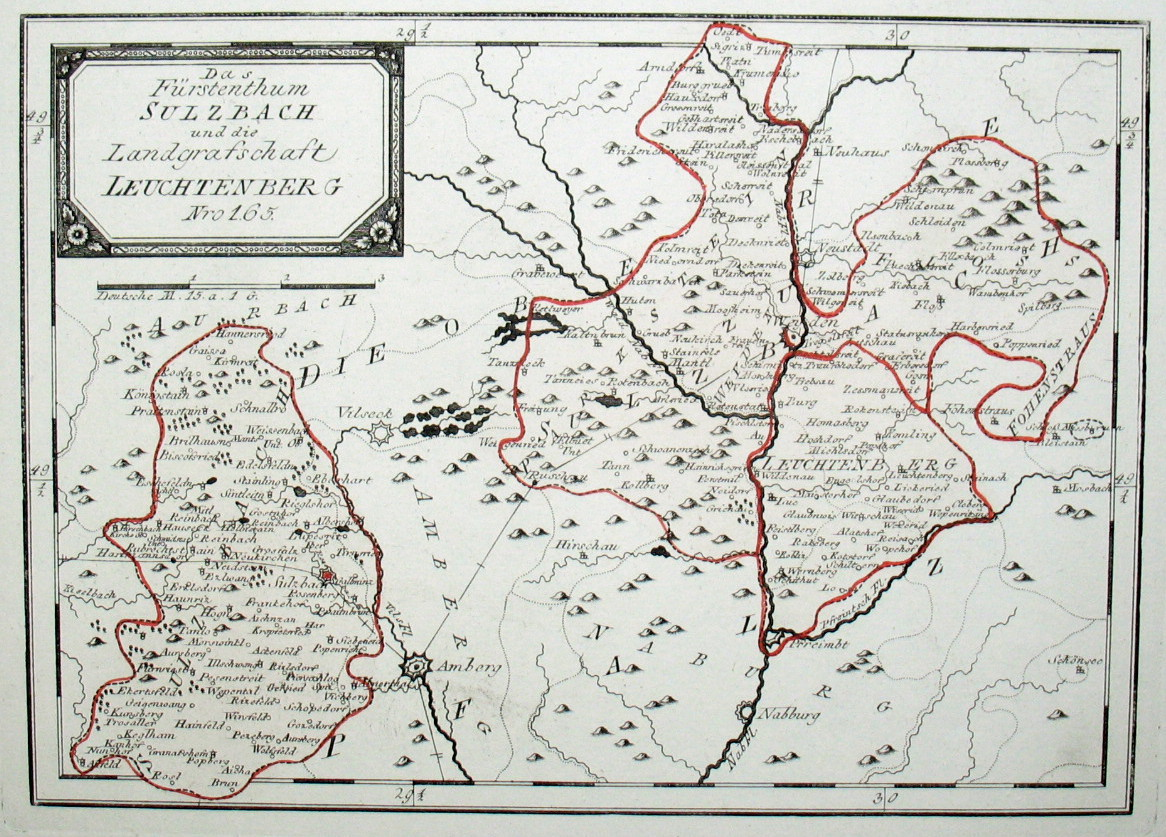
Das Territorium des Herzogtums Sulzbach mit dem Gebiet des Landrichteramtes Sulzbach im Südwesten

Zum Ende des Heiligen Römischen Reiches unterstand das bis 1777 kurpfälzische Dorf der Landeshoheit des Kurfürstentums Pfalzbaiern. Es gehörte dabei zum Landrichteramt Sulzbach, das der südwestliche Teil des wittelsbachischen Herzogtums Sulzbach war. Die katholischen Einwohner des damals aus sechs Anwesen bestehenden Ortes waren der Pfarrei in Heldmannsberg zugeordnet, die evangelischen Einwohner  der in Fürnried.
Durch die Verwaltungsreformen zu Beginn des 19. Jahrhunderts im Königreich Bayern wurde Betzenberg mit dem Zweiten Gemeindeedikt im Jahr 1818 zum Bestandteil der Landgemeinde Schwend, zu der auch die Orte Baumgarten, Dickatshof, Hirschricht, Leinberg, Leinhof und Riedelhof gehörten. Während der ersten Hälfte des 19. Jahrhunderts kamen  Ödhaag, Ödthal und Schwenderöd dazu, die Neugründungen oder Ausbrüche bestehender Gemeindeteile waren. Im Zuge der kommunalen Gebietsreform in Bayern in den 1970er Jahren wurde Betzenberg zusammen mit der gesamten Gemeinde Schwend am 1. Juli 1972 in die neu gebildete Flächengemeinde Birgland eingegliedert. Im Jahr 1987 zählte Betzenberg 116 Einwohner.

## Verkehr
Eine aus dem Norden von Leinhof kommende Gemeindeverbindungsstraße durchquert den Ort und führt in nordwestlicher Richtung weiter nach Schwend, wo sie in die Staatsstraße 2164 einmündet. Der ÖPNV bedient das Dorf an einer Haltestelle der Buslinie 66 des VGN. Der am schnellsten erreichbare Bahnhof befindet sich in Sulzbach-Rosenberg an der Bahnstrecke Nürnberg–Schwandorf.